# Krasne Pole, Markivka
Krasne Pole (în ucraineană Красне Поле) este localitatea de reședință a comunei Krasne Pole din raionul Markivka, regiunea Luhansk, Ucraina.

## Demografie
Componența lingvistică a localității Krasne Pole
     Ucraineană (95,09%)
     Rusă (4,91%)
Conform recensământului din 2001, majoritatea populației localității Krasne Pole era vorbitoare de ucraineană (95,09%), existând în minoritate și vorbitori de rusă (4,91%).